# Wereldkampioenschappen zwemmen 2022 – 4×100 meter wisselslag mannen
De 4×100 meter wisselslag voor mannen op de wereldkampioenschappen zwemmen 2022 in Boedapest vond plaats op 25 juni 2022. De acht snelste teams in de series gingen door naar de finale.

## Records
Voorafgaand aan het toernooi waren dit het wereldrecord en het kampioenschapsrecord
| Wereldrecord         | Verenigde Staten Ryan Murphy Michael Andrew Caeleb Dressel Zach Apple     | 3.26,78 | Tokio | 1 augustus 2021 |
| Kampioenschapsrecord | Verenigde Staten Aaron Peirsol Eric Shanteau Michael Phelps David Walters | 3.27,28 | Rome  | 2 augustus 2009 |

## Uitslagen

### Series
| Rang | Serie | Baan | Land                | Namen | Tijd    | Bijz. |
| ---- | ----- | ---- | ------------------- | --- | ------- | ----- |
| 1    | 3     | 4    | Verenigde Staten    | Hunter Armstrong (53,70) Nic Fink (59,57) Trenton Julian (51,35) Brooks Curry (48,29)                                     | 3.32,91 | Q     |
| 2    | 2     | 6    | Frankrijk           | Yohann Ndoye Brouard (53,12) Antoine Viquerat (1.00,42) Léon Marchand (52,09) Maxime Grousset (47,35)                     | 3.32,98 | Q     |
| 3    | 3     | 5    | Italië              | Thomas Ceccon (53,87) Nicolò Martinenghi (59,50) Piero Codia (51,71) Lorenzo Zazzeri (47,94)                              | 3.33,02 | Q     |
| 4    | 2     | 5    | Australië           | Mitchell Larkin (53,02) Zac Stubblety-Cook (1.00,18) Matthew Temple (51,20) Jack Cartwright (47,80)                       | 3.33,20 | Q     |
| 5    | 2     | 4    | Verenigd Koninkrijk | Luke Greenbank (53,28) James Wilby (59,47) Jacob Peters (51,91) Lewis Burras (47,90)                                      | 3.33,56 | Q     |
| 6    | 2     | 3    | China               | Xu Jiayu (53,72) Qin Haiyang (59,37) Wang Changhao (51,94) Pan Zhanle (48,58)                                             | 3.33,61 | Q     |
| 7    | 3     | 2    | Duitsland           | Ole Braunschweig (53,95) Lucas Matzerath (1.00,00) Jan Eric Friese (51,73) Rafael Miroslaw (48,30)                        | 3.33,98 | Q     |
| 8    | 2     | 7    | Oostenrijk          | Bernhard Reitshammer (53,99) Valentin Bayer (59,79) Simon Bucher (51,36) Heiko Gigler (47,92)                             | 3.34,06 | Q     |
| 9    | 3     | 3    | Japan               | Ryosuke Irie (53,31) Ryuya Mura (1.00,08) Naoki Mizunuma (52,66) Katsuhiro Matsumoto (48,12)                              | 3.34,17 |       |
| 10   | 2     | 8    | Brazilië            | Guilherme Basseto (54,81) João Gomes Júnior (59,50) Matheus Gonche (52,18) Luiz Gustavo Borges (48,17)                    | 3.34,66 |       |
| 11   | 3     | 6    | Canada              | Javier Acevedo (53,52) James Dergousoff (1.01,06) Joshua Liendo (51,26) Ruslan Gaziev (48,78)                             | 3.35,62 |       |
| 12   | 1     | 4    | Spanje              | Hugo González (53,67) Carles Coll (1.01,10) Alberto Lozano (52,44) Sergio de Celis (48,89)                                | 3.36,10 |       |
| 13   | 1     | 3    | Zuid-Korea          | Lee Ju-ho (53,04) Moon Seung-woo (1.00,33) Cho Sung-jae (52,72) Hwang Sun-woo (49,19)                                     | 3.36,28 |       |
| 14   | 2     | 2    | Griekenland         | Evangelos Makrygiannis (53,43) Konstantinos Meretsolias (1.00,17) Konstantinos Stamou (52,48) Dimitrios Markos (49,28)    | 3.36,36 |       |
| 15   | 2     | 9    | Chinees Taipei      | Chuang Mu-lun (55,65) Cai Bing-rong (1.03,17) Wang Kuan-hung (53,39) Wang Hsing-hao (50,00)                               | 3.42,21 |       |
| 16   | 2     | 1    | Vietnam             | Trần Hưng Nguyên (58,53) Phạm Thanh Bảo (1.03,66) Hồ Nguyễn Duy Khoa (55,37) Hoàng Quý Phước (50,13)                      | 3.47,69 |       |
| 17   | 3     | 9    | Paraguay            | Charles Hockin (56,68) Renato Prono (1.04,35) Ben Hockin (54,75) Matheo Mateos (52,54)                                    | 3.48,32 |       |
| 18   | 3     | 0    | Thailand            | Tonnam Kanteemool (53,41) Dulyawat Kaewsriyong (1.05,15) Navaphat Wongcharoen (53,80) Ratthawit Thammananthachote (53,69) | 3.50,05 |       |
| –    | 1     | 5    | Hongkong            | Lau Shiu Yue (56,88) Adam Chillingworth Nicholas Lim Ian Ho                                                               | DSQ     | DSQ   |
| –    | 3     | 7    | Litouwen            | Erikas Grigaitis (55,61) Andrius Šidlauskas Deividas Margevičius Danas Rapšys                                             | DSQ     | DSQ   |
| –    | 2     | 0    | Israël              | | DNS     | DNS   |
| –    | 3     | 1    | Singapore           | | DNS     | DNS   |
| –    | 3     | 8    | Egypte              | | DNS     | DNS   |

### Finale
| Rang   | Baan | Land                | Namen                                                                                                 | Tijd    | Bijz. |
| ------ | ---- | ------------------- | --- | ------- | ----- |
| Goud   | 3    | Italië              | Thomas Ceccon (51,93) Nicolò Martinenghi (57,47) Federico Burdisso (50,63) Alessandro Miressi (47,48) | 3.27,51 | =ER   |
| Zilver | 4    | Verenigde Staten    | Ryan Murphy (52,51) Nic Fink (57,86) Michael Andrew (50,06) Ryan Held (47,36)                         | 3.27,79 |       |
| Brons  | 2    | Verenigd Koninkrijk | Luke Greenbank (53,81) James Wilby (58,82) James Guy (51,23) Tom Dean (47,45)                         | 3.31,31 |       |
| 4      | 6    | Australië           | Isaac Cooper (54,29) Zac Stubblety-Cook (59,88) Matthew Temple (50,75) Kyle Chalmers (46,89)          | 3.31,81 |       |
| 5      | 5    | Frankrijk           | Yohann Ndoye Brouard (53,08) Antoine Viquerat (1.00,34) Léon Marchand (51,50) Maxime Grousset (47,45) | 3.32,37 |       |
| 6      | 1    | Duitsland           | Ole Braunschweig (53,94) Lucas Matzerath (59,32) Jan Eric Friese (51,03) Rafael Miroslaw (48,34)      | 3.32,63 |       |
| 7      | 8    | Oostenrijk          | Bernhard Reitshammer (54,38) Valentin Bayer (59,73) Simon Bucher (51,04) Heiko Gigler (47,65)         | 3.32,80 |       |
| 8      | 7    | China               | Wang Shun (55,19) Qin Haiyang (59,44) Wang Changhao (51,38) Pan Zhanle (48,61)                        | 3.34,62 |       |